# Resolutie 394 Veiligheidsraad Verenigde Naties
Resolutie 394 van de Veiligheidsraad van de Verenigde Naties werd unaniem aangenomen op de 1952e
vergadering van de Raad op 16 augustus 1976.

## Achtergrond
Op 29 juni 1976 verkregen de Seychellen onafhankelijkheid binnen het Britse Gemenebest.

## Inhoud
De Veiligheidsraad had de aanvraag van de Seychellen bestudeerd, en beval de Algemene Vergadering aan om de Seychellen toe te laten als VN-lidstaat.

## Verwante resoluties
- Resolutie 376 Veiligheidsraad Verenigde Naties (Comoren)
- Resolutie 382 Veiligheidsraad Verenigde Naties (Suriname)
- Resolutie 397 Veiligheidsraad Verenigde Naties (Angola)
- Resolutie 399 Veiligheidsraad Verenigde Naties (West-Samoa)

Lijst ·  385 ·  386 ·  387 ·  388 ·  389 ·  390 ·  391 ·  392 ·  393 ·  394 ·  395 ·  396 ·  397 ·  398 ·  399 ·  400 ·  401 ·  402